# 印在謹
印在謹（：／ In Jae-keun；1953年11月11日—），大韓民國民運人士出身的自由派政治人物。1985年，她的丈夫金槿泰（Kim Geun-tae）因支持民主運動而被全斗煥政府逮捕並遭受酷刑。1987年，因其丈夫公開曝光他在拘留和酷刑中所扮演的角色而被授予羅伯特·甘迺迪人權獎。 金氏逝世後，她於2012年當選為首爾道峰甲選區國會議員至今。首爾道峰甲在1996年至2008年期間是金槿泰的選區。